# Guioa pubescens
Guioa pubescens là một loài thực vật có hoa trong họ Bồ hòn. Loài này được (Zoll. & Moritzi) Radlk. mô tả khoa học đầu tiên năm 1878.